# Страм, Билл
Уи́льям Чарльз «Билл» Страм (англ. William Charles «Bill» Strum; 16 апреля 1938, Бемиджи, Миннесота — 28 августа 2010, Сьюпириор, Висконсин) — американский кёрлингист.
Трёхкратный чемпион мира среди мужчин, пятикратный чемпион США среди мужчин, участник демонстрационных турниров по кёрлингу на Зимних Олимпийских играх 1988 и 1992 (в 1992 году завоевали бронзовые медали).
Играл на позициях первого, второго и третьего.
Четыре раза введён в Зал славы Ассоциации кёрлинга США (англ. United States Curling Association Hall of Fame): лично в 1989, а вместе со своими командами, побеждавшими на чемпионатах мира — в 1994 и 2017 (в 2017 в двух составах команд: побеждавшей в 1974 и в 1978).
В 2023 введён в Международный зал славы кёрлинга Всемирной федерации кёрлинга.

## Достижения
- Зимние Олимпийские игры: бронза (1992 — демонстрационный вид).
- Чемпионат мира по кёрлингу среди мужчин: золото (1965, 1974, 1978), серебро (1969), бронза (1968).
- Американский олимпийский отбор по кёрлингу: золото (1991).
- Чемпионат США по кёрлингу среди мужчин: золото (1965[3], 1968, 1969, 1974, 1978).

## Команды
| Сезон   | Четвёртый     | Третий        | Второй           | Первый       | Запасной   | Турниры                   |
| ------- | ------------- | ------------- | ---------------- | ------------ | ---------- | ------------------------- |
| 1962—63 | Бад Сомервилл | Jack Horst    | Ray Somerville   | Билл Страм   |            | [ 4 ]                     |
| 1964—65 | Бад Сомервилл | Билл Страм    | Ал Ганье         | Том Райт     |            | ЧСША 1965 · ЧМ 1965       |
| 1965—66 | Бад Сомервилл | Билл Страм    | Ал Ганье         | Том Райт     |            | [ 4 ]                     |
| 1967—68 | Бад Сомервилл | Билл Страм    | Ал Ганье         | Том Райт     |            | ЧСША 1968 · ЧМ 1968       |
| 1968—69 | Бад Сомервилл | Билл Страм    | Франклин Брэдшоу | Джин Овесен  |            | ЧСША 1969 · ЧМ 1969       |
| 1973—74 | Бад Сомервилл | Боб Николс    | Билл Страм       | Том Локен    |            | ЧСША 1974 · ЧМ 1974       |
| 1974—75 | Бад Сомервилл | Боб Николс    | Билл Страм       | Том Локен    |            | [ 4 ]                     |
| 1975—76 | Бад Сомервилл | Боб Николс    | Билл Страм       | Том Локен    |            | [ 4 ]                     |
| 1976—77 | Бад Сомервилл | Боб Николс    | Билл Страм       | Том Локен    |            | [ 4 ]                     |
| 1977—78 | Боб Николс    | Билл Страм    | Том Локен        | Боб Кристман |            | ЧСША 1978 · ЧМ 1978       |
| 1987—88 | Боб Николс    | Бад Сомервилл | Том Локен        | Боб Кристман | Билл Страм | ЗОИ 1988 (демо) (4 место) |
| 1991—92 | Тим Сомервилл | Майк Страм    | Бад Сомервилл    | Билл Страм   |            | АООК 1991                 |
| 1991—92 | Бад Сомервилл | Тим Сомервилл | Майк Страм       | Билл Страм   | Боб Николс | ЗОИ 1992 (демо) ·         |

(скипы выделены полужирным шрифтом)

## Частная жизнь
Билл Страм был женат, у него и жены было трое детей. Один из них, сын Майк — также американский кёрлингист, участвовал вместе с отцом в олимпийском турнире в 1992. Жена Билла, Бетти, также играла в кёрлинг в течение 25 лет, в том числе на национальном уровне. Известными американскими кёрлингистами также являются свояк Билла — Бад Сомервилл (они женаты на сёстрах) и сын Бада, Тим Сомервилл, также участники олимпийской команды в 1992.